# دریسی
دریسی (به چکی: Dřísy) یک منطقهٔ مسکونی در جمهوری چک است که در ناحیه پراگ-شرق واقع شده‌است.